# Vladyslav Makogon
Vladyslav "Vlad" Makogon, né le 23 novembre 1995, est un coureur cycliste finlandais.

## Biographie
Originaire d'Ukraine, Vladyslav Makogon vit en Finlande depuis l'âge de seize ans. Il évolue sous les couleurs de ce pays au niveau amateur, mais aussi lors de compétitions internationales.
En 2023, il devient champion de Finlande du contre-la-montre. Il participe également aux championnats d'Europe sur route et aux championnats du monde de gravel.

## Palmarès et résultats

### Par année
- 2018
  -  Champion de Finlande du contre-la-montre par équipes
- 2019
  -  Champion de Finlande du contre-la-montre par équipes
- 2020
  -  Champion de Finlande du contre-la-montre par équipes
- 2023
  -  Champion de Finlande du contre-la-montre
- 2025
  - 3e du Porvoon Ajot
  - 3e du championnat de Finlande sur route

### Classements mondiaux
| Année           | 2020   | 2021   | 2022   | 2023   |
| --------------- | ------ | ------ | ------ | ------ |
| UCI Europe Tour | 1 191e | 1 561e | 1 395e | 1 019e |